# День святого Валентина (фільм, 2000)
«День святого Валентина» — російська кінокомедія 2000 року режисера Анатолія Ейрамджана виробництва «Новий Одеон».

## Сюжет
У день Святого Валентина — свято всіх закоханих, чоловік Борис (Борис Щербаков), провівши дружину (Любов Поліщук) у відрядження, вирішує відпочити від сімейного життя в суспільстві довгоногої красуні і запрошує її до себе додому. Але в самий розпал любовної ідилії несподівано повертається дружина. Єдина думка, що приходить в голову — сплавити коханку на балкон, в надії, випустити, коли дружина засне. Але випадок все не підвертається, дівчина ось-ось замерзне на смерть. І тут в сусідню квартиру приходить Михайло (Михайло Кокшенов), оглядаючи своє тимчасове пристанище, він заходить на балкон, побачивши замерзаючу дівчину, рятує її з допомогою знайденої в квартирі сходів і відпоює чаєм. Під ранок Боря не знайшовши на балконі коханки, їде на роботу. Дружина, теж не відрізняється вірністю і кличе в будинок свого коханця (Олександр Панкратов-Чорний). А тим часом між Михайлом і врятованою Людмилою зав'язуються стосунки. Порадившись з колегами, Борис починає обходити сусідів, в надії, що хтось дав притулок Люді і заодно заїжджає додому пообідати. Куди відправити коханця? На балкон! І Михайло виявляє на тому ж самому балконі нового «біженця». Борис знаходить Люду, але їй вже байдуже людина, що виставила її на мороз. Вона любить Михайла, який її врятував.

## У ролях
| Актор                      | Роль                      |
| -------------------------- | ------------------------- |
| Любов Поліщук              | Люба                      |
| Олександр Панкратов-Чорний | Шурік                     |
| Борис Щербаков             | Боря, чоловік Люби        |
| Михайло Кокшенов           | Михайло                   |
| Людмила Потапова           | Людмила Борисівна Павлова |
| Сергій Цигаль              | «Святий Валентин»         |
| Катерина Зінченко          | Катя                      |

## Знімальна група
- Автор сценарію — Анатолій Ейрамджан
- Режисер — Анатолій Ейрамджан
- Продюсер — Анатолій Ейрамджан, Володимир Єкимов
- Оператор — Олег Мартинов